# Diaulota pacifica
Diaulota pacifica (лат.) — вид коротконадкрылых жуков рода Diaulota из подсемейства Aleocharinae. Встречаются по тихоокеанскому побережью Кореи и Японии (Хонсю, Сикоку) и США (Аляска). Обитают в приливно-отливной литоральной зоне скалистых берегов.

## Описание
Жуки-стафилиниды мелкого размера, длина тела 2,1—2,5 мм. Основная окраска красновато-коричневая, почти чёрная. От близких видов отличается следующими признаками: гипомерон без продольного киля, более угловатый сзади; ментум с более глубоким передним выступом. Формула члеников лапок 3-3-4 или 4-4-4. Лабрум полукруглый; надкрылья короче переднеспинки; задние крылья отсутствуют.